# Pablo García
Pablo Gabriel García Pérez (Pando, 11 de maio de 1977) é um ex-futebolista profissional uruguaio que atuava como volante.
Foi apelidado de Canario por sua origem do departamento de Canelones.

## Carreira
Iniciou sua carreira num time de seu país, o Montevideo Wanderers, passando depois por Peñarol e após 2 temporadas transferiu-se para o Atlético de Madrid. Ele chegou a atuar pelo Atlético B durante esse tempo, antes de se transferir para o Milan e depois para o Venezia.
Retornando para a Espanha e a jogar pelo CA Osasuna por 3 temporadas, os desempenhos impressionantes renderam uma transferência para o Real Madrid. Ele formou uma reputação como um combativo - se sujo - meio-campista, e foi o que mais recebeu cartões amarelos na La Liga, na temporada 2004/05. García é conhecido por ser um meio-campista defensivo efetivo, e logo se a primeira escolha do Real Madrid no meio-campo à frente do agressivo dinamarquês Thomas Gravesen. Em 29 de Agosto de 2006 Pablo García foi emprestado ao Celta Vigo. Em 2007, foi emprestado ao Real Murcia. Em 2008, o PAOK comprou o passe do jogador.

## Seleção
Pela Seleção Uruguaia jogou 68 partidas, marcando 5 gols. Participou da Copa das Confederações de 1997, Copa América de 1999, Copa do Mundo de 2002 e da Copa América de 2007.

## Títulos
Uruguai
- Copa América de 1999: 2º Lugar